# 勝野龍平
勝野 龍平（かつの りゅうへい、1952年4月25日 -）は、日本の通産官僚・経産官僚。経済産業省地域経済産業審議官を経て、日本政策金融公庫代表取締役などを務めた。

## 人物・経歴
長野県出身。長野県蘇南高等学校を経て、東京大学経済学部卒業後1976年通商産業省（現在の経済産業省）に入省。1993年大臣官房参事官（国会担当）、1994年資源エネルギー庁石油部開発課長、1996年工業技術院標準部標準課長、1997年資源エネルギー庁公益事業部開発課長、1998年大臣官房企画室長、2000年機械情報産業局総務課長、2001年大臣官房参事官（製造産業局・総合調整担当）、同年資源エネルギー庁長官官房総合政策課長、2002年 近畿経済産業局長、2003年関西学院大学客員教授、同年内閣府大臣官房審議官（沖縄担当）、2004年日本貿易振興機構ロンドンセンター所長、2006年総務省大臣官房審議官（情報通信政策局担当）、2007年経済産業省大臣官房地域経済産業審議官などを歴任し、2008年退官。この間、サハリン石油開発（サハリン1）、工業標準化法の抜本改正（基準・認証制度の国際整合化）、21世紀経済産業政策ビジョン策定、エネルギー政策基本法、近代化産業遺産認定などに関与。
退官後、2008年新たに発足した日本政策金融公庫代表取締役専務取締役中小事業本部長(初代) 、2013年全国商工会連合会専務理事などを務めた。

## 著作
- 「身ぐるみ剥いだ石油危機後の企業経営」『東洋経済統計月報』VOL.37 1977年12月[19]
- 「政府規制分野及び独占禁止法適用除外分野の見直しについて」月刊『公正取引』No.355 1980年5月
- 「拡大する自主開発原油輸入量」『月刊エネルギー』1994年12月[20]
- 「わが国石油開発政策の現状と課題」『月刊エネルギー』1995年12月[20]
- 「いまなぜ電力負荷率改善が国民的課題なのか」『エネルギーフォーラム』1998年2月[21]
- 「低廉で安定したエネルギー供給 最大限の省エネと環境対策」『エネルギーフォーラム』1998年6月[21]
- 「21世紀経済産業政策の課題と展望」『マンスリーきんき』1999年8月

## 関連人物
- 勝野金政（実父）
- 五來欣造（実祖父）
- 島村盛助（大叔父）